# Pedro Vallana Jeanguenat
Pedro Vallana Jeanguenat (Getxo, País Basc 1897 - Montevideo, Uruguai 1980), fou un futbolista basc, guanyador d'una medalla olímpica. Posteriorment va fer d'àrbitre i d'entrenador de futbol.

## Biografia
Va néixer el 29 de novembre de 1897 a la ciutat de Getxo, població situada a Biscaia. Va morir el 4 de juliol de 1980 a la seva residència de Montevideo, capital de l'Uruguai, on vivia exiliat.

## Carrera esportiva

### Trajectòria per clubs
Va iniciar la seva trajectòria esportiva al club de la seva ciutat natal, l'Arenas Club de Getxo, on hi va romandre entre el 1912 i el 1929. Amb el club de Getxo aconseguí guanyar la Copa d'Espanya l'any 1919, arribant a les finals els anys 1917, 1925 i 1927. Així mateix fou campió regional de Biscaia els anys 1917, 1919, 1922 i 1927.

### Trajectòria amb la selecció estatal
Vallana va participar en el debut internacional de la selecció espanyola en els Jocs Olímpics d'Estiu de 1920 realitzats a Anvers (Bèlgica), on el combinat espanyol aconseguí guanyar la medalla de plata. El jugador basc no jugà el partit de debut d'Espanya en la competició, però sí la resta dels disputats.
Participà en els Jocs Olímpics d'Estiu de 1924 realitzats a París (França), però tot i ser una de les favorites fou eliminada en la ronda preliminar en perdre contra Itàlia a conseqüència d'un autogol realitzat pel mateix Vallana.
La seva participació en els Jocs Olímpics d'Estiu de 1928 realitzats a Amsterdam (Països Baixos) marca un rècord de participació per un futbolista espanyol en uns Jocs Olímpics. En aquests Jocs Vallana jugà un partit, però es lesionà greument i no pogué tornar a jugar en la competició. La selecció espanyola novament fou eliminada per Itàlia, en aquesta ocasió als quarts de final.

### Trajectòria com a àrbitre
El 1928 inicià la seva tasca com a àrbitre a la Lliga espanyola de futbol, sent dels pocs que ha participat en la mateixa temporada de Lliga tant com a jugador com a àrbitre. Va arbitrar 33 partits a primera divisió fins al 1936. Va pertànyer al Col·legi Biscaí, del qual va acabar sent president.

### Trajectòria com a entrenador
L'any 1937 inicià la seva tasca com a entrenador de la selecció de futbol del País Basc, amb el qual realitzà una gira per Europa per tal de recaptar fons per al Govern Basc i el Govern de la Segona República per poder afrontar les enormes despeses causades per la Guerra Civil. Amb l'ocupació franquista de Bilbao la selecció realitzà una gira per Amèrica del Sud, però Vallana decidí abandonar la concentració el 1938 i s'establí a la ciutat de Montevideo (Uruguai).